# موشک دقیق حمله هوا به زمین
موشک دقیق حمله هوا به زمین یک سیستم سلاحی است که هم‌اکنون توسط شرکت ریتیون آمریکا در حال طراحی و توسعه است تا بتوان از آن در مقابل خودرو زرهپوش جنگی، ساختمان‌ها، پناهگاه‌های مستحکم و اهداف کوچک دریایی استفاده نمود. این موشک از فناوری توسعه داده شده برای برنامه موشک معمول مشترک (به انگلیسی: Joint Common Missile) (JCM) و موشک حمله دقیق (به انگلیسی: Precision Attack Missile) (PAM) استفاده می‌کند.

## وضعیت پیشرفت
- در دسامبر ۲۰۰۵ با موفقیت از پهپاد بال چرخان پرتاب شد.[۴][۵]